# 翁明哲
翁明哲（英語：Paco Uong，1972年8月2日—）中華民國福建省金門縣人，臺灣專職畫家、藝術家。擁有多次遷移的人生經歷，從金門至臺灣再到西班牙，每個島嶼的風光民情都影響著他的繪畫生涯。1994年畢業於國立臺灣藝術專科學校的西畫組，1996年獲奇美培訓獎後，選擇前往西班牙深造，並在1998年畢業於西班牙薩拉曼卡大學。2009年榮獲聯邦美術印象首獎，現在仍舊專精於畫家生涯上。

## 生平
1972年，翁明哲出生於中華民國福建省金門縣金寧鄉盤山村頂堡。
1994年，於國立臺灣藝術專科學校西畫組畢業。 
1998年，取得國立西班牙薩拉曼卡大學藝術學院碩士學位。
2001年，國家文化藝術基金會展覽補助窗子作品。
2009年，榮獲第七屆聯邦美術印象大獎。
現為專職藝術家。

## 創作風格
在翁明哲作品中常見街道景色，無論家鄉臺灣的各地風光、留學歐洲時回憶裡的熱情陽光，色彩、光線、筆觸，在翁明哲充滿力量和速度的獨創「畫刀」技法下展露無遺，呈現強烈的視覺構圖，遠觀、近看，各有不同的樂趣。

## 重要展覽

### 個展
- 2001年，「窗子」，TIVC臺北國際視覺藝術中心，臺灣臺北。
- 2002年，「黑色的隱晦」，臺北市立美術館，臺灣臺北。
- 2003年，「看到什麼？」，竹師藝術空間，臺灣新竹。
- 2008年，「失落的風景」，國立清華大學台積館，臺灣新竹。
- 2009年，「微笑駱駝」，中國科技大學藝文中心，臺灣臺北。
- 2010年，「微笑的獸」，新北市藝文中心，臺灣臺北。[2]
- 2010年，「她們」，金禧美術，臺灣臺中。
- 2011年，「穿越時光的河流」，名山藝術，臺灣臺北。
- 2014年，「流動的街」，名山藝術，臺灣臺北。
- 2014年，「好時光」，名山藝術，臺灣新竹。
- 2015年，「漫步彩雲間」，名山藝術，臺灣臺北。
- 2015年，「地平線的風景」，名山藝術，臺灣新竹。
- 2016年，「尋找地平線—心中的閃閃亮亮」，名山藝術，臺灣臺北。
- 2016年，「翻滾的浪花」，名山藝術，臺灣新竹。
- 2017年，「一片 一片」，名山藝術，臺灣臺北。[5]
- 2017年，「琉璃珠光」，名山藝術，臺灣新竹。
- 2018年，「微風」，名山藝術，臺灣新竹。
- 2018年，「波光漣漪」，名山藝術，臺灣臺北。
- 2019年，「時光的脆片」，名山藝術，臺灣新竹。[6]
- 2019年，「微風」，名山藝術，臺灣新竹。
- 2019年，「出街入巷」，名山藝術，臺灣臺北。[7][8]

### 群展
- 1993年，「雙個展」，國立藝專藝廊B1，臺灣臺北
- 1994年，「臺北縣藝術家聯展」，臺北縣立文化中心，臺灣臺北
- 1998年，「流浪的影子」，馬德里巴耶卡斯村區市政文化中心，西班牙。
- 1999年，「台北—巴黎：複式世代」，巴黎十三區市政府大樓，法國
- 2004年，「浪游者」，鳳甲美術館，臺灣臺北。
- 2005年，「新銳者」，國泰世華藝術中心，臺灣臺北。
- 2006年，「彼岸．看見」，中國美術館，中國北京。
- 2006年，「自己的世界」，金禧美術，臺灣臺中。
- 2007年，「中國傑出藝術家作品展」，新光文苑，中國北京。
- 2008年，「我們的故事．我們的朋友：明哲＆明崖創作展」，國立清華大學藝術中心，臺灣新竹。
- 2008年，「慾望與絕望」，黎畫廊，臺灣臺北。
- 2008年，「碩果與新芽：奇美藝術獎20年成果展」，臺灣藝術大學博物館大漢藝廊，臺灣臺北。
- 2009年，「影像與博覽會—Photo Taipei」，六福皇宮大飯店，臺灣臺北。
- 2009年，「影像與博覽會—Photo Taipei」，TIVC台北國際視覺藝術中心，臺灣臺北。
- 2009年，「微笑風景：明哲＆明崖2009創作展」，臺藝大藝廊，臺灣臺北。
- 2010年，「關於40，50，60…」，名山藝術，臺灣臺北。
- 2011年，「兩岸當代藝術家邀請展」，M50創意園區，中國上海。
- 2012年，「表象之外—洪天宇、陳孟澤、翁明哲」，名山藝術，臺灣臺北。
- 2012年，「台藝大文創園區駐村藝術家聯合展演」，國立臺灣藝術大學，臺灣臺北。
- 2013年，「夏日動物園」，木之藝廊，臺灣新竹。
- 2014年，「寂靜的風景，夢幻的獸影：翁明崖＆翁明哲創作展」，紅野畫廊，臺灣臺北。
- 2019年，「Art Taipei台北國際藝術博覽會」，名山藝術，臺灣臺北。[9]

## 重要著作
1. 2002年，《紅色橄欖》，臺灣臺北，圓神出版社，ISBN 9576077370。
2. 2014年，《2007—2014翁明哲作品集》。
3. 2014年，《流動的街》，臺灣臺北，名山藝術，ISBN 9789869007658。
4. 2016年，《尋找地平線心中的閃閃亮亮》，臺灣臺北，名山藝術，ISBN 9789869201537。
5. 2019年，《出街入巷》，臺灣臺北，名山藝術。
6. 2022年，《歡樂動物園》，臺灣臺北，名山藝術。

## 重要收藏單位
- 臺北市立美術館，臺灣。
- 國立臺灣藝術教育館，臺灣。
- 高雄市立美術館，臺灣。
- 新北市藝文中心，臺灣。
- 奇美博物館，臺灣。
- 復興商工博物館，臺灣。
- 聯邦文教基金會，臺灣。

## 得獎經歷
- 1990年，第十七屆臺北市美展油畫類首獎。
- 1990年，教育部創作獎水彩類首獎。
- 1991年，高雄市美展油畫類首獎。
- 1994年，第六屆奇美藝術人才培訓獎。[10]
- 1996年，第八屆奇美藝術人才培訓獎。
- 2009年，第七屆聯邦美術印象大獎首獎。